# Adolphe Samuel
Adolphe Samuel, né le 11 juillet 1824 à Liège et mort le 11 septembre 1898 à Gand, est un critique musical, chef d'orchestre, éducateur musical et compositeur belge.

## Carrière

### Jeunesse et formation
Adolphe Abraham Samuel nait  à Liège le 11 juillet 1824 dans une famille d'artistes d'origine juive. Il est le fils de Zaduk Samuel et de Madeleine Samuel. Il se marie en 1859 avec Barbe Berthe Emmanuel.
Dès son plus jeune âge, sa famille le pousse à pratiquer des activités créatives. Ses parents l'encouragent à devenir peintre et il commence ses études à l'âge de sept ans. Il reçoit sa première éducation musicale auprès de sa sœur Caroline avant d'étudier le solfège et le piano avec Étienne Soubre et Auguste Franck au conservatoire royal de Liège. Dès l'âge de douze ans, il se produit dans des concerts organisés par le violoniste belge Charles-Auguste de Bériot et sa belle-sœur Pauline Viardot.
En 1838, la famille s'installe à Bruxelles, où Adolphe attire l'attention de François-Joseph Fétis. Grâce à ce dernier, Adolphe Samuel peut intégrer le conservatoire royal de Bruxelles où il étudie l'harmonie avec Charles Bosselet, le contrepoint avec François-Joseph Fétis, le piano avec Jean-Baptiste Michelot et l'orgue avec Christian Girschner, obtenant des premiers prix dans toutes ces disciplines,.

### Carrière
En 1841, Adolphe Samuel devient professeur assistant de solfège au conservatoire de Bruxelles et l'année suivante professeur assistant de piano dans le même établissement.
En 1845, il remporte le Prix de Rome belge avec sa cantate La Vendetta. Grâce à la bourse que reçoivent les lauréats de ce prix, il effectue un voyage d'étude en Allemagne, en Autriche et en Italie, poursuivant ses études avec Felix Mendelssohn à Leipzig et avec Giacomo Meyerbeer à Berlin, et rencontre Ferdinand Hiller à Dresde avant de visiter l'Italie pendant deux ans, en 1846 et 1847,. Pendant son séjour à Rome, il compose son opéra Giovanni da Procida et sa deuxième symphonie qui est créée par Fétis à Bruxelles en 1849.
Il retourne à Bruxelles en 1848 et compose de nombreux opéras qui sont joués à La Monnaie. En 1853, Adolphe Samuel fait la critique de la première de Benvenuto Cellini (opéra) d'Hector Berlioz, et un an plus tard, il dédie au compositeur son opéra-comique L'heure de la retraite,,. Les œuvres de d'Adolphe Samuel de cette époque sont influencées par le style de Berlioz. De plus, Adolphe publie le Benvenuto Cellini de Berlioz en Belgique. Ces contacts donnent naissance à une amitié qui dure de nombreuses années jusqu'à ce que leurs points de vue opposés sur l'œuvre de Richard Wagner creusent un fossé entre eux.
De 1850 à 1860, Adolphe Samuel est également actif comme critique musical pour plusieurs journaux tels que Le Télégraphe, National, La Civilisation, L'Echo de Bruxelles, L'Indépendance belge, La Revue trimestrielle, L'Art universel et La Flandre libérale.
En 1856, il écrit la cantate L'union fait la force pour commémorer le 25e anniversaire du couronnement de Léopold Ier (roi des Belges) et en 1859, il est le compositeur de la cantate pour l'inauguration de la colonne du Congrès à Bruxelles. Pour ce travail, il reçoit le titre de Chevalier dans l'Ordre de Léopold.
En 1860, Adolphe Samuel est nommé professeur d'harmonie au Conservatoire royal de Bruxelles. En 1865, il fonde les Concerts Populaires de Bruxelles, suivant l'exemple des concerts du même nom de Jules Pasdeloup à Paris, voulant rendre la musique classique accessible à tous et promouvoir le niveau musical et intellectuel des Bruxellois. Il présente au public les œuvres plus contemporaines de Richard Wagner, Franz Liszt, Peter Benoit et Anton Rubinstein. En 1869, il fonde également la Société de Musique de Bruxelles afin d'interpréter de grandes œuvres chorales. 
Il démissionne de ces organisations en 1871, année où il devient directeur du Conservatoire royal de Gandoù il enseigne également le contrepoint, la fugue, la composition musicale et l'esthétique musicale. Parallèlement, il dirige le Cercle artistique, littéraire et scientifique de Gand de 1874 à 1880.
En 1895, Samuel se fait baptiser dans le christianisme avec sa femme,. Le 11 septembre 1898, il décède des suites d'une tuberculose à Gand. Selon le souhait du compositeur, sa Messe en ré mineur est exécutée lors de ses funérailles à la cathédrale Saint-Bavon de Gand. Il est inhumé au cimetière de Gand.

## Œuvres musicales
Adolphe Samuel a composé des opéras, sept symphonies, de la musique religieuse et des œuvres vocales. Ses symphonies sont marquées par l'influence de Berlioz. Sa dernière symphonie s'intitule Christ et a été écrite après sa conversion au catholicisme.
Le travail de composition de d'Adolphe Samuel combine les influences de Berlioz, Wagner et Liszt. Ses œuvres principales sont la monumentale symphonie à programme (Sixième), basée sur l'Ancien Testament (1891) et la Septième, basée sur le Nouveau Testament (1893).
Parmi ses principales œuvres :
- 1845, Il a rêvé, opéra-comique
- 1845, La Vendetta, Cantate
- 1846, 1ère Symphonie op.8
- 1847, 2e Symphonie op.9
- 1847, Giovanni da Procida, opéra
- 1850, Madeleine, opéra-comique, livret : Gustave Vaëz
- 1850, Roland à Ronceveaux, poème symphonique
- 1851, Les Deux Précendants, opéra-comique, livret : Louis Schoonen
- 1854, L'Heure de la retraite, opéra Comique, Livret : Eugène van Bemmel
- 1855, Cantate du jubilée
- 1855, L'Union fait la force, cantate
- 1858, 3e Symphonie op.28
- 1859, Cantate nationale, cantate op.29
- 1863, 4e Symphonie op.33
- 1869, 5ème Symphonie op.35
- 1875, De Wederkomst, cantate, op.38
- 1880, Léopold Ier, cantate,
- 1889, 6e Symphonie, symphonie à programme, op. 44
- 1893, 7ème Symphonie "Christ", op. 48

## Distinctions
- Commandeur de l'ordre de Léopold